# Blepharodes sudanensis
Blepharodes sudanensis är en bönsyrseart som beskrevs av Werner 1907. Blepharodes sudanensis ingår i släktet Blepharodes och familjen Empusidae. Inga underarter finns listade i Catalogue of Life.